# Бузана
Бузана (італ. Busana) — колишній муніципалітет в Італії, у регіоні Емілія-Романья,  провінція Реджо-Емілія. З 1 січня 2016 року Бузана є частиною новоствореного муніципалітету Вентассо.
Бузана розташована на відстані близько 330 км на північний захід від Рима, 85 км на захід від Болоньї, 45 км на південний захід від Реджо-нелль'Емілії.
Населення — 1268 осіб (2014).
Щорічний фестиваль відбувається  у вересні. Покровитель — San Venanzio abate.

## Демографія
Населення за роками:

Станом на 31 грудня 2014 року в муніципалітеті офіційно проживало 117 іноземців з 17 країн, серед них 30 громадян країн Євросоюзу та 16 громадян України.

## Сусідні муніципалітети
- Кастельново-не'-Монті
- Колланья
- Лігонкьо
- Рамізето
- Вілла-Міноццо